# Jarhead 3 – Die Belagerung
Jarhead 3 – Die Belagerung ist ein US-amerikanischer Spielfilm aus dem Jahr 2016. Er ist die Fortsetzung des 2005 erschienenen Films Jarhead – Willkommen im Dreck und des 2014 erschienenen Films Jarhead 2 – Zurück in die Hölle.

## Handlung
Corporal Albright ist Mitglied der Marine Corps Security Guards. Sein erster Auftrag ist es, die US-amerikanische Botschaft in einer Hauptstadt im Nahen Osten vor kleineren Demonstrationen zu bewachen. Jedoch besteht außer Routineübungen keinerlei Aufgabe für die Marines und so vertreiben sie sich mit Video-Spielen und kleineren Rangeleien ihre Zeit. Eine zahlenmäßig überlegene Gruppe bewaffneter und gut ausgebildeter Terroristen startet einen Angriff auf die Botschaft, um einen Informanten zu töten, obwohl Albright kurz zuvor einen der Angreifer erkennt und seine Erkenntnisse an Botschafter Cahill übergibt. Da dieser ihm nicht glaubt, werden die Botschaftsangehörigen vom Angriff völlig überrascht. Im Schutzraum der Botschaft müssen der Botschafter, der Informant und einige Mitarbeiter ausharren, bis sie ein Befreiungskommando von MARSOC unter Führung von Major Lincoln aus ihrer Lage befreit.

## Veröffentlichung
Der Film wurde im Februar 2016 in den Vereinigten Staaten direkt auf DVD und BluRay veröffentlicht. In Deutschland erfolgt die Veröffentlichung für den Heimkinomarkt am 11. Februar 2016.